# Hirayama Tomonori
Tomonori Hirayama (sinh ngày 9 tháng 1 năm 1978) là một cầu thủ bóng đá người Nhật Bản.

## Sự nghiệp câu lạc bộ
Tomonori Hirayama đã từng chơi cho Kashiwa Reysol.